# Emergency Management Australia
Die Emergency Management Australia (EMA) ist eine dem Attorney General’s Department unterstehende Behörde der australischen Regierung mit Sitz in Canberra.

## Aufgaben
Die Behörde spielt als Sitz des Krisenkoordinationszentrums eine entscheidende Rolle im Katastrophen- und Notfallmanagement des Staates Australien. Sie koordiniert Behörden, Nichtregierungsorganisationen und Unternehmen im Ernstfall. Die Hilfe kann „von oben“ (von Behörden- bzw. Regierungsseite) angeordnet oder „von unten“ (von Seiten Betroffener) angefordert werden. Dafür ist die nationale Sicherheitshotline in ständiger Bereitschaft. Maßgebend für die Unterstützung ist der Commonwealth Government Disaster Response Plan (COMDISPLAN). Darüber hinaus gibt die Behörde das EMA-Journal heraus, welches aktuelle Studien beinhaltet und Hinweise für den lokalen Katastrophenschutz enthält.